# Сезгин, Фуат
Фуат Сезгин (тур. Fuat Sezgin; 24 октября 1924, Битлис — 30 июня 2018, Стамбул) — турецкий учёный и исследователь, специализировавшийся на истории арабско-исламской науки. Он был профессором-эмеритом истории естественных наук, а также основателем и почетным директором Института истории арабско-исламских наук в Университете Гёте во Франкфурте. Он также создал музеи во Франкфурте и Стамбуле с репликами исторических арабско-исламских научных инструментов, орудий и карт. Его самое известное произведение — 17-томная работа Geschichte des Arabischen Schrifttums, стандартная справочная книга по истории науки и техники исламского мира.

## Карьера
Сезгин получил степень кандидата наук в Стамбульском университете под руководством немецкого ориенталиста Хельмута Риттера в 1950 году. Его диссертация под названием «Источники Аль-Бухари» (тур. Buhari’nin Kaynakları) утверждала, что, в отличие от общего мнения европейских ориенталистов, издание хадисов, собранных Аль-Бухари, основывалось на письменных источниках, относящихся к VII веку, а также на устной истории. Он получил должность в Стамбульском университете, но был уволен после переворота 1960 года. В 1961 году он переехал в Германию, где стал приглашённым профессором во Франкфуртском университете. В 1965 году он стал профессором. Его исследования во Франкфурте сосредоточились на Золотом веке науки в исламском мире. В 1982 году Сезгин основал Институт истории арабско-исламских наук. Сегодня институт располагает самой обширной коллекцией текстов по истории арабско-исламской науки в мире. В 1983 году Сезгин также основал уникальный музей в рамках института, объединивший более 800 реплик исторических научных инструментов, орудий и карт, в основном относящихся к Золотому веку исламской науки. Аналогичный музей был открыт в 2008 году в Стамбуле.
В 1968 году Сезгин обнаружил четыре ранее неизвестные книги «Аритметики» Диофанта в мавзолее Имама Резы в городе Мешхед на северо-востоке Ирана.